# 街头艺人
街头艺人，指在私人場所为公众表演拿手绝活的艺人，包括在街头表演的音乐家、画家、行为艺术家等。街頭藝人的表演形式繁多，例如歌唱、舞蹈、偶戲、口技、默劇、乐器演奏，畫画，杂耍表演、說書等等。 在世界上许多大城市都有街头艺人的表演。 他们的表演又被称为街头艺术或街頭表演。
街頭藝人與傳統藝術表演者有別，後者如電影明星、電視演員、歌星、歌劇家等，會出現於室內場地。 而街頭藝人表演的場地是免費的，未必得到政府認許，經常會被以妨礙交通、製造噪音為由予以開罰；一些地方則採申請許可制，獲得許可的街頭藝人可在指定地點表演；另外特許區域則開放於特定地點及時間，不需申請許可也可表演才藝。

## 中国大陆

#### 上海
2014年10月25日，上海開始頒發街頭藝人上崗証，允許街頭藝人合法化，首批8位獲得上崗街頭藝人在靜安嘉裡中心附近路段進行試演。2021年10月9日，上海首批16位上海城市艺人获得授牌和证书。

#### 杭州
2022年杭州街头艺人合法化。杭州市演艺协会还对街头艺人定期培训，学习相关知识和行业规范，使之成为正式的街头表演者。据悉，截至2023年，杭州已布局200多个常态化街头演出点。

#### 厦门
2004年12月27日，厦门鼓浪屿音乐厅公布了十位可以街头表演艺人的名单，并于次年1月1日正式开始演出。

#### 深圳
2015年4月1日，深圳街头艺人被确认可以持证上岗。6月23日，深圳首批68组街头艺人正式持证上岗。截至2020年，
已经有603组街头艺人持证上岗。

#### 成都
2018年起，街头艺人在成都合法化，并为表演者设置表演点位。

#### 泉州
2021年，鲤城区文化馆为首批表演者颁发“鲤城区文化志愿者服务证”，并于5月1日持证上岗。

#### 广州
2017年8月，首批23组街头艺人持证上岗。

#### 西安
2012年，西安市政府法制办举办的《西安市文化产业促进条例》立法听证会，意在促使街头艺人合法化。

## 台灣

#### 現行制度
目前街頭藝人是由各縣市文化局設置管理條例，以地方自治的方式進行，藝人到不同的縣市表演，要分別取得當地的執照。

#### 審查爭議
- 證照審議過程，應考者表演遭到評審打斷引發爭議[16]，藝人潘美辰在應考時遭到評審打斷而重來[17]；雖然台北市長柯文哲承諾檢討不當之處，但公布考試結果潘美辰卻落榜引發質疑。[18]

#### 改革意見
2017年立法委員許智傑以廢除歌手證為例，認為證照箝制街頭藝人的營生與發展，建議文化部應該放寬管制或全面解除管制。文化部長鄭麗君表示，依據文化部藝發司的研議，各地方政府對管理街頭藝人有不同辦法與制度，但從文化部角度，也期待能將街頭藝人證照等議題，未來會納入與各地文化局長的會議討論。
對於證照制度改革，有藝人贊成廢除證照，也有期待可以採取評等的方式使表演品質提升。

## 香港
在2018年8月，香港政府撤銷旺角行人專用區，該處是本地一個街頭表演的熱門場地. 
西九文化區管理局其下西九文化區的「街頭表演計劃」邀請經驗豐富的街頭藝人，使用區內的公共空間增添文化氣息。

### 著名街頭藝人
- 梁志源 (旺角羅文)
- 龍婷 - 中年好聲音首季殿軍

## 相關
- 行为艺术
- 街头表演

## 外部鏈結
- 藝表人才--探索高雄街頭藝人的尋夢園 （页面存档备份，存于）